# کابلی (قشم)
کابلی، روستایی در دهستان حومه بخش مرکزی شهرستان قشم در استان هرمزگان ایران است.

## جمعیت
بر پایه سرشماری عمومی نفوس و مسکن در سال ۱۳۹۵، جمعیت این روستا برابر با ۵۳ نفر (۱۳ خانوار) بوده‌است.